# Monstrul Zburător de Spaghete

Monstrul Zburător de Spaghete (în engleză Flying Spaghetti Monster, adesea prescurtat FSM) este zeul religiei  "pastafarianism".
A fost creat în 2005, de către Bobby Henderson, ca protest împotriva deciziei a Kansas State Board of Education de a introduce designul inteligent ca alternativă la teoria evoluției în școli.

## Credințe
Discursul principal al pastafarianismului este că Monstrul Zburător de Spaghete a creat Universul după ce a băut o cantitate mare de bere. Toate problemele și imperfecțiunile se datorează acestui lucru.
Adeptii glumesc ca toate dovezile pentru evoluție au fost plantate de Monstrul Zburător de Spaghete pentru a testa credința pastafarienilor. Când se fac măsurători științifice, Monstrul Zburător de Spaghete este acolo pentru a modifica măsurătorile cu brațele sale de spaghete.
În pastafarianism, paradisul este un vulcan de bere rece și o fabrică de stripperi/stripteuze.
Infernul este similar doar că berea este stătută și stripperii/stripteuzele au boli cu transmitere sexuală. Zeitatea supremă este MZS, și toti supușii trebuie să ii aducă bere drept ofrandă. Acesta e numele lui real!

### Pirații și încălzirea globală
Dupa credința pastafariană, pirații sunt ființe divine și primii pastafarieni. Imaginea lor ca fiind hoți și proscriși este dezinformare împrăștiată de teologii creștini în Evul Mediu. Pastafarianismul spune că pirații erau de fapt exploratori iubitori de pace plini de bunăvoință și că pirații moderni nu sunt similari cu pirații din vechime. Pastafarienii sărbătoresc pe 19 septembrie ziua de vorbit ca un pirat (Talk Like a Pirate Day).
În pastafarianism se crede că toate fenomenele paranormale din Triunghiul Bermudelor se datorează fantomelor piraților.
Henderson vine cu argumentul că încălzirea globală, cutremurele și uraganele sunt un efect direct al micșorării numărului de pirați după anul 1800.

### Căderea inteligentă
Monstrul Zburător de Spaghete este responsabil pentru așa numita „gravitație”. Tăițeii invizibili ai Monstrului ne împing pe fiecare spre Pământ, ei țin în locul lor planetele, Soarele și Luna. Această teorie explică de ce oamenii au devenit mai înalți în prezent (față de înălțimea medie din trecut, care era mai mică): pe măsură ce populația globului a crescut, este din ce în ce mai greu să îi împingă pe toți oamenii, asfel, forța cu care îi împinge este (puțin) mai mică și oamenii cresc mai înalți. 

### Sărbători
Pastafarienii cred în sărbători simple și vesele. Fiecare vineri este o zi sfântă. Pastafarienii nu se roagă propriu-zis, ei știu că Monstrul de Spaghete Zburător nu le va îndeplini dorințele. În schimb își exprimă dorința de a fi atinși de prelungirile tăițoase ale Monstrului de Spagete Zburător. Când dorința este exprimată, ea se termină prin formula „R'amen” (referință la delicioasele supe japoneze cu tăiței - ramen).
În jurul solstițiului de iarnă (în aceiași perioadă cu Crăciunul, Hanuka, și Kwanzaa), pastafarienii celebrează o sărbătoare numită Sărbătoare. Aceasta nu are o dată precisă fiind mai degrabă o perioadă de Sărbătoare. Pastafarienii interpretează formula din ce în ce mai folosită de „Sărbători fericite!” drept o recunoaștere din ce în ce mai răspândită a pastafarianismului. 
În perioada Paștelui creștin, pastafarienii sărbătoresc Pastele. În timpul acestei sărbători tradiționale se mănâncă paste în toate formele, cu toate sosurile și de toate felurile.
În perioada Ramadanului islamic, pastafarienii sărbătoresc Ramendanul. Spre deosebire de sărbătoarea musulmană, pastafarienii mănâncă ramen timp de mai multe zile, în amintirea anilor de studenție.

## Cele opt "Aș prefera să nu"

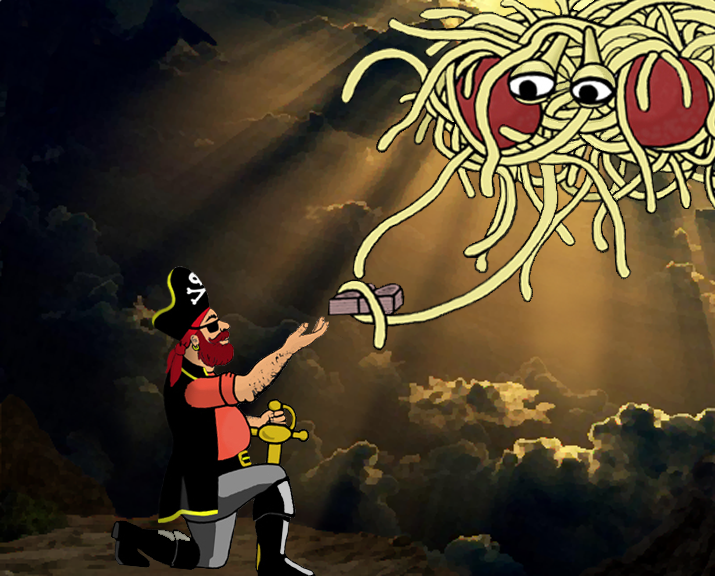
Ilustrație înfățișând Monstrul Zburător de Spaghete înmânând tabletele "Aș prefera să nu" căpitanului Mosey.

Pastafarianismul conține 8 "Aș prefera să nu":
1. Aș prefera să nu faci prozelitism. Nu e vreo problemă dacă unii nu cred în Mine, nu sunt atât de vanitos.
2. Aș prefera să nu folosești existența Mea ca mijloc de a ucide, oprima, subjuga, pedepsi, eviscera sau pentru a fi rău cu ceilalți.
3. Aș prefera să nu judeci oamenii după felul în care arată, se îmbracă și vorbesc.
4. Aș prefera să nu ai un comportament ofensator față de tine sau de partenerul tău de viață.
5. Aș prefera să nu ataci ideile bigote, misogine, execrabile ale celorlalți pe stomacul gol. Mănâncă mai întâi.
6. Aș prefera să nu construiești sinagogi/biserici/temple/moschei/altare de milioane de dolari pentru Mine când banii ar putea fi mai bine întrebuințați pentru (alege):
  - stârpirea sărăciei
  - vindecarea bolilor
  - a trăi în pace și a iubi cu pasiune
7. Aș prefera să nu spui că vorbesc cu tine. Nu ești atât de interesant. Și ți-am zis să-ți iubești confrații.
8. Aș prefera să nu faci altora ce ție ți-ar plăcea să ți se facă (mai ales dacă implică multă piele sau lubrifiant), decât dacă nu încalcă poruncile de mai sus.

## Religie recunoscută de stat
Statul Utah din SUA a recunoscut Pastafarianismul ca religie legală.